# Astéroïde de type M
Le type M (ou classe M) est un type d'astéroïdes qui apparait dans la classification spectrale de Tholen (1984) dans laquelle il appartient au « groupe X », en proximité avec les types E et P desquels il n'est distingué que par l'albédo. Il n'apparait plus dans les classifications ultérieures de Bus (ou SMASS-II) (1999) et de Bus-DeMeo (2009) dans lesquelles la subdivision du groupe X (ou complexe X) est très différente.
À fin 2023, la base de données « Small-Body Database » du Jet Propulsion Laboratory compte 980 astéroïdes pour lesquels le type spectral de Tholen est renseigné, dont 42 astéroïdes appartenant au type M (4 % ou 42 % des 101 astéroïdes dont l'affectation à l'un des types E, M ou P de Tholen est connue),.

## Historique
Le type M a été introduit en 1976 par J. Gradie et Ben H. Zellner à travers l'étude de différents paramètres (propriétés spectrales, albédo, polarisation) d'une cinquantaine d'astéroïdes. Il en ressortait le caractère particulier des astéroïdes (16) Psyché, (21) Lutèce, ou encore (22) Calliope, supposément associé à un métal pur ou à des minéraux riches en fer. Ce nouveau type a ensuite été conforté en 1978 par Edward L. G. Bowell dans le cadre de ses travaux sur une nouvelle classification, puis en 1984 à travers sa confirmation dans la classification de David J. Tholen. La lettre M a été choisie en référence au caractère métallique.
Le choix de Schelte J. Bus en 1999 (repris en 2009 dans la classification de Bus-DeMeo) de ne baser sa nouvelle classification que sur des données spectrales, sans recours à l'albédo, ne permet pas de distinguer le type M qui reste toutefois couramment utilisé, de même que les types E et P.

## Propriétés

### Description spectrale

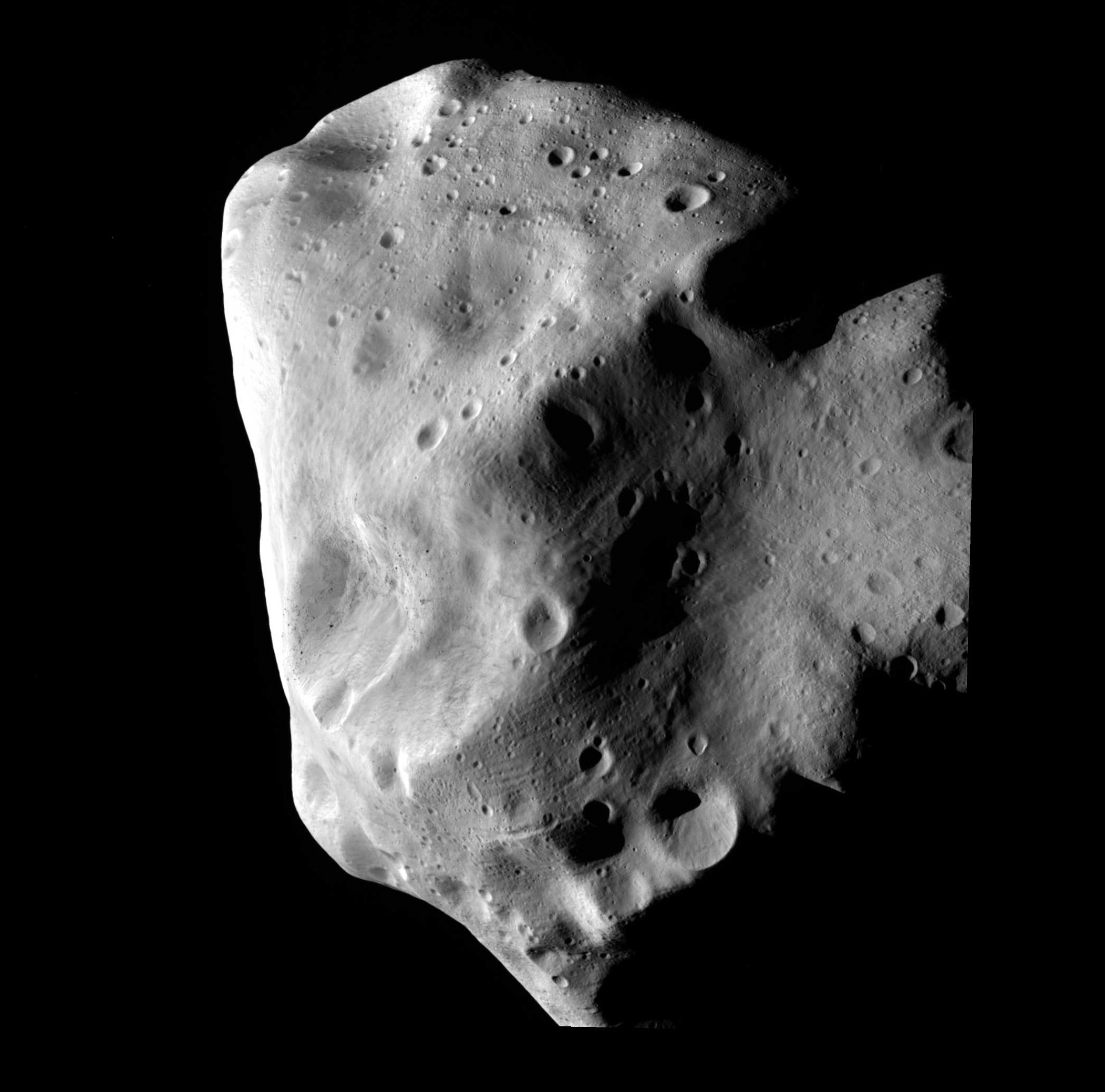
L'astéroïde (21) Lutèce, visité par la sonde Rosetta en juillet 2010, est de type M au sens de la classification de Tholen (et de type Xc au sens de la classification de Bus-DeMeo).

La description spectrale originale issue des travaux de David J. Tholen est résumée ainsi : « spectre sans relief, plat à légèrement rouge à travers la plage globale 0,3 à 1,1 μm » et « albédo modéré ». Cette description ne diffère des classes E et P uniquement par l'albédo (faible < 0,065 pour P, modéré 0,07-023 pour M, élevé > 0,23 pour E). Un astéroïde possédant ce type de spectre mais pour lequel l'albédo n'est pas connu est classé comme appartenant au groupe X. De faibles raies d'absorption entre 0,55 et 0,75 μm sont parfois présentesInterprétation abusive ?.
La non prise en compte de l'albédo dans les classifications de Bus et de Bus-DeMeo ne permet pas l'identification du type M. La majorité des astéroïdes se retrouvent classés X mais d'autres se répartissent parmi les autres types du complexe X (Xk et Xe notamment).

### Hypothèses de composition et de liens avec les météorites
La composition des astéroïdes de type M n'est que partiellement connue. Certains semblent composés de nickel-fer, soit pur, soit mélangé avec de petites quantités de roches. On pense qu'ils sont des morceaux de noyaux métalliques d'astéroïdes différenciés fragmentés par des impacts, et sont supposés être la source des météorites de fer. D'autres ont une composition plus incertaine. (22) Calliope, par exemple, a une densité précisément connue qui est de loin trop faible pour un corps solide métallique ou même un agglomérat lâche métallique (un empilement lâche de fer-nickel nécessiterait une porosité d'environ 70 % qui n'est pas compatible avec des considérations d'empilement). (22) Calliope et (21) Lutèce présentent par ailleurs des particularités dans leurs spectres qui semblent indiquer la présence de silicates et de minéraux hydratés, des albédos radar anormalement bas incompatibles avec une surface métallique, ainsi que des caractéristiques plus en rapport avec celles des astéroïdes de type C. Un ensemble d'autres astéroïdes de type M ne sont probablement pas des corps métalliques.

## Exploration
La sonde européenne Rosetta, alors en route vers la comète 67P/Tchourioumov-Guérassimenko, a survolé le 10 juillet 2010 l'astéroïde (21) Lutèce, classé de type M au sens de la classification de Tholen (Xk ou Xc au sens des classifications de Bus ou Bus-DeMeo) et situé au sein de la ceinture principale. Des centaines de photographies et des mesures spectrométriques et magnétométriques ont pu être réalisées. Ces mesures ont permis d'éclairer les propriétés atypiques de l'astéroïde, de type M mais sans indice de présence de métal en surface. Aucune caractéristique d'absorption n'a été détectée dans la plage 0,4 à 3,5 μm, ce qui a réfuté l'hypothèse de minéraux hydratés et composés organiques en surface, et confirmé l'absence d'olivine. Au regard de sa forte densité, ces résultats indiquent que Lutèce pourrait soit être constitué de chondrite à enstatite, soit peut-être lié aux chondrites carbonées de classes CB, CH ou CR.
La sonde américaine Psyché, lancée le 13 octobre 2023, a pour mission d'explorer l'astéroïde (16) Psyché, l'un des plus massifs astéroïdes de la ceinture principale, classé de type M au sens de la classification de Tholen (X au sens des classifications de Bus ou Bus-DeMeo). Contrairement à Lutèce, Psyché apparait comme fortement métallique, ce qui conduit à l'hypothèse qu'il pourrait être un fragment du noyau d'un planétésimal. L'arrivée sur cible et l'entrée en orbite de la sonde sont prévues en 2029.